# Un soldat soigné par une religieuse dans un cloître
Un soldat soigné par une religieuse dans un cloître est un tableau  de Claudius Jacquand, peint en 1822. 
C'est l'un des premiers tableaux de Claudius Jacquand, qui existe aujourd'hui. Il a une taille de 42 × 32 cm. Il représente comme son nom l'indique un soldat et une religieuse, qui se situent dans le cloître du palais Saint-Pierre à Lyon, bâtiment qui accueille aujourd'hui le musée des Beaux-Arts de Lyon. 
Il est conservé dans ce même musée, celui des Beaux-Arts de Lyon, depuis une donation faite en 2015, pour le prix de 15 000 euros,.